# 昭和大学医疗短期大学
昭和大学医疗短期大学（日语：／ Shōwa Daigaku Iryō Tankidaigaku *）是过去一所位于日本神奈川县横滨市绿区的私立短期大学。

## 概要

### 简介
- 短期大学为于1997年开办[1]、由学校法人昭和大学经营。招生到于2001年、停办于2005年[2]。为男女同校

### 历史
- 1998年 昭和大学医疗短期大学成立并同时设置三个学科、以下列举[1]。
  - 护理学科
  - 物理治疗学科[注 2]
  - 职能治疗学科[注 3]
- 2001年 招生最后、次年停止招生（正式停办于2005年5月30日[2]）。

## 学校环境
- 校区：在了神奈川县横滨市绿区[注 1]

## 历任校长
- 神田实喜男：第一代短期大学校长[3]。

## 组织

### 学科
- 护理学科
- 物理治疗学科[注 2]
- 职能治疗学科[注 3]

### 专科
| - 没有 |

### 业余课程
| - 没有 |

## 相关链接
- 日本短期大学列表
- 昭和大学：后来校